# Денизлиспор
Денизлиспор (на турски Denizlispor Kulübü) е спортен клуб от град Денизли, Турция. Основните дейности на клуба са футбол, волейбол, баскетбол, тенис на маса, шахмат, и гимнастика. Футболния клуб е основан на 26 май 1966 г., клубните цветове са в зелен и черен цвят. Играе домакинските си срещи на стадион Ататюрк в Денизли с капацитет 19 500 места. През сезон 2009 – 10 отбора завършва на предпоследното 17-о място и изпада в Първа лига.

## Успехи
Суперлига Турция:
- 5-о място (2): 2001/02, 2003/04

Първа лига:
- Победител (1): 2018/19

Купа на Турция
- Носител (9): 1974/75, 1988/89, 1989/90, 1993/94, 1997/98, 2005/06, 2006/07, 2008/09, 2010/11
  - 1/2 финалист (4): 1984/85, 2001/02, 2004/05, 2005/06

## Сезони
- Суперлига: 1983 – 1988, 1994 – 1997, 1999 – 2010, 2019 –
- Първа лига: 1966 – 1983, 1988 – 1994, 1997 – 1999, 2010 – 2019

## Български футболисти
- Илия Вълов: 1994/95 - (29 мача - 0 гола)
- Гошо Гинчев: 1995/96 - (32 мача - 0 гола)
- Дончо Донев: 1999/2000 (есен) - (54 мача - 17 гола)
- Емил Ангелов: 2009/10 - (43 мача - 11 гола)
- Георги Андонов: 2014 (есен) - (5 мача - 1 гол)
- Илиян Йорданов: 2014/15 - (36 мача - 8 гола)
- Цветан Генков: 2014/16 - (50 мача - 16 гола)
- Даниел Димов: 2015/16 - (21 мача - 1 гол)

## Известни футболисти
- Джемал Берберович

## Бивши треньори
- Иван Кючуков
- Фарук Хаджибегич